# Gatsby le Magnifique (film, 1926)
Pour les articles homonymes, voir Gatsby le Magnifique (homonymie).
Pour plus de détails, voir Fiche technique et Distribution.
Gatsby le Magnifique (The Great Gatsby) est un film muet américain réalisé par Herbert Brenon, sorti en 1926.
Il s'agit d'une adaptation du roman Gatsby le Magnifique de F. Scott Fitzgerald (1925). Aucune copie n'ayant été retrouvée, le film est considéré comme perdu. Le seul extrait subsistant est un générique d'une minute sur les 80 minutes du film original.

## Synopsis
Nick Carraway, un homme du Midwest, se plonge dans le monde somptueux de son voisin, Jay Gatsby. Bientôt, cependant, Carraway voit les fissures dans l'existence de nouveau riche de Gatsby, où l'obsession, la folie et la tragédie l'attendent.

## Fiche technique
- Titre original : The Great Gatsby
- Titre français : Gatsby le Magnifique
- Réalisation : Herbert Brenon
- Scénario : Becky Gardiner, d'après le roman éponyme de F. Scott Fitzgerald, et adaptation d'Elizabeth Meeham
- Producteurs : Jesse L. Lasky et Adolph Zukor
- Société de production et de distribution : Paramount Pictures
- Pays de production :  États-Unis
- Langue originale : anglais américain
- Format : noir et blanc — 35 mm — 1,33:1 — film muet
- Genre : drame psychologique
- Durée : 80 minutes
- Date de sortie : 1926

## Distribution

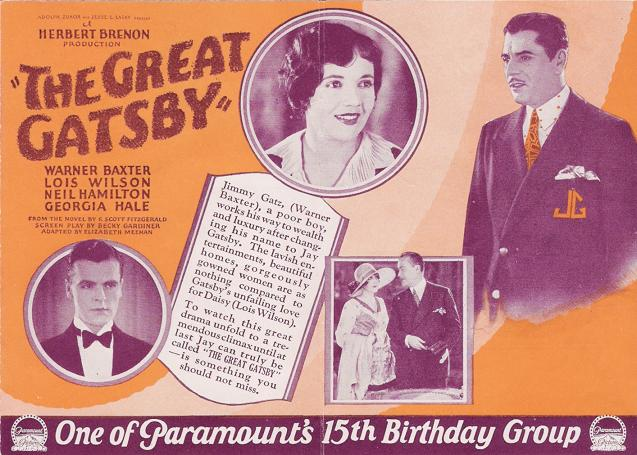
Affiche du film lors de sa sortie en salles.

- Warner Baxter : Jay Gatsby
- Lois Wilson : Daisy Buchanan
- Neil Hamilton : Nick Carraway
- Georgia Hale : Myrtle Wilson
- William Powell : George Wilson
- Claire Whitney : Catherine